# Vriksá-aiurveda
El Vrikshá-áiur-veda de Parashará es un libro escrito en sánscrito, una de las contribuciones más notables de la antigua India a la botánica.

## Etimología
En sánscrito, "Vrikshá-áiur-veda" significa literalmente conocimiento [revelado] sobre la salud de las plantas 
- Vṛkṣāyurveda, en el sistema AITS (alfabeto internacional de transliteración sánscrita).[2]
- वृक्षायुर्वेद, en escritura devanagari del idioma sánscrito.[3]

El término vṛikṣá-āiur-veda proviene de:
- vṛikṣá: ‘árbol’, especialmente el que tiene flores y frutas visibles,[4] aunque también se aplica a otros árboles y plantas.[5] Posiblemente este término está relacionado con las raíces sánscritas bṛih (‘crecer’), bṛih (‘enraizarse’) o vrasch (‘lo que se hace caer’).[6]
- āiur: ‘longevidad’, salud;
- veda: ‘verdad’, conocimiento [siempre supuestamente revelado].

## Datación y autoría
Por su estilo lingüístico se supone que este libro fue escrito entre el siglo I a. C. al siglo IV d. C.. Su autoría se atribuye a Parashará o a Surapāla.

## Contenido
En esta obra se abordan varias disciplinas botánicas, incluyendo el origen de la vida, la ecología, la distribución de los bosques, la morfología, la clasificación, la nomenclatura, la histología y la fisiología de las plantas.
Se presume que Parashará lo escribió para enseñar botánica a los estudiantes de áiur-veda (medicina tradicional india).
En esta obra se mencionan dos tipos de plantas:
- Dui matrika (‘dos hojas’, dicotiledóneas).
- Eka matrika (‘una hoja’, monocotiledóneas), las que luego se dividen en grupos (gana vibhaga: ‘división en grupos’), tales como:
  - Sami ganíia (leguminosas).
  - Puplika ganíia (rutáceas).
  - swastika ganíia (crucíferas).
  - Tri pushpa ganíia (cucurbitáceas).
  - Mallika ganíia (apocináceas).
  - Kurcha pushpa ganíia (compuestas), las que actualmente se consideran grupos naturales y son reconocidas por la taxonomía moderna.[9][10]

El manuscrito fue descubierto en las últimas décadas del siglo XX, y en 2006 fue publicado en el idioma sánscrito original y su traducción al inglés, con comentarios acerca de los paralelos existentes con los conocimientos botánicos actuales.
El libro presenta capítulos separados acerca de distintos aspectos de la biología de las plantas, como así también acerca del suelo, tipos de bosques en la India y detalles relacionados con la estructura interna de las plantas que indican que Parashará disponía de algún tipo de lente o lupa para realizar sus observaciones.

## Según el diccionario sánscrito de Monier Williams (1899)
De acuerdo con el indólogo y sanscritólogo británico Monier Monier-Williams (1819-1899),
Vṛikṣāyurveda es el nombre de un breve tratado acerca del cultivo y crecimiento de los árboles, escrito por Surapāla.